# Мулас, Франко
Франко Мулас (итал. Franco Mulas; 30 августа 1938, Рим — 3 марта 2023, Рим) — итальянский живописец.

## Биография
Родился в Риме, учился во Французской академии и в Школе декоративного искусства в своём родном городе. В 1967 году провёл свою первую персональную выставку. В течение своей карьеры он находился под влиянием различных течений, от классицизма до поп-арта. Его искусство несло отпечаток его политических и социальных предпочтений; среди его наиболее важных работ — циклы «Week end», изображающий отчуждение итальянцев, проводящих свои выходные в пробках, и «Occidente» («Запад»), посвящённый событиям мая 1968 года и протестам 1968 года, а также картина L’immaginazione non ha preso il potere («Воображение не взяло верх»).
За свою карьеру Мулас получил различные награды, в частности Премия Президента Республики и звание академика Святого Луки. 
Умер 3 марта 2023 года в возрасте 84 лет.